# ABBA (album)
ABBA je třetí studiové album stejnojmenné švédské hudební skupiny, vydané 21. dubna 1975 ve Švédsku. Mezi fanoušky získalo přídomek „The Limo[usine] Album“ (limuzínové, respektive podle první části slova „Limo“ – limonádové).
Poté co skupina vyhrála Velkou cenu Eurovize 1974, stala se celosvětově známou. Skladba I Do, I Do, I Do, I Do, I Do se umístila na prvním místě australské hitparády, následována dalším hitem Mamma Mia, který dosáhl stejného úspěchu. Dvě nejznámější skladby desky SOS a Mamma Mia se staly hity ve Spojených státech i Spojeném království. Na kompaktním disku album poprvé vyšlo v Západním Německu roku 1987 s pěti bonusovými písněmi z předchozích dvou alb Waterloo a Ring Ring, které v té době ještě nebyly dostupné na CD. Ve Švédsku pak na tomto médiu deska vyšla v roce 1988, obsahující pouze 11 základních písní.
Celkově bylo třikrát digitálně remasterováno, a to v letech 1997, 2001 a 2005, naposledy jako součást box setu The Complete Studio Recordings.

## Seznam skladeb na LP
Všechny písně napsali a složili Benny Andersson & Björn Ulvaeus.
Strana A
1. Mamma Mia – 3:32
2. Hey, Hey Helen – 3:16
3. Tropical Loveland – 3:05
4. SOS – 3:22
5. Man in the Middle – 3:00
6. Bang-A-Boomerang – 2:50

Strana B
1. I Do, I Do, I Do, I Do, I Do – 3:15
2. Rock Me – 3:03
3. Intermezzo No. 1 – 3:48
4. I've Been Waiting for You – 3:39
5. So Long – 3:06

(P) 1975 Polar Music International AB, Stockholm
- Spolupráce na textech k písním "Mamma Mia", "Tropical Loveland", "SOS", "Bang-A-Boomerang", "I Do, I Do, I Do, I Do, I Do" a "I've Been Waiting for You" Stig Anderson.

## Další vydání CD a bonusové skladby
Na kompaktním disku album poprvé vyšlo Západním Německu v roce 1987 s pěti bonusovými písněmi z předchozích dvou alb Waterloo a Ring Ring:
1. Waterloo (Andersson, Stig Anderson, Ulvaeus) - 2:44
2. Hasta Mañana (Andersson, Anderson, Ulvaeus) - 3:09
3. Honey, Honey (Andersson, Anderson, Ulvaeus) – 2:55
4. Ring Ring (Andersson, Stig Anderson, Ulvaeus, Neil Sedaka, Phil Cody) – 3:06
5. Nina, Pretty Ballerina (Andersson, Ulvaeus) – 2:53

Album ABBA bylo remasterováno a vydáno v roce 1997 se dvěma dalšími bonusy:
1. Crazy World (Andersson, Ulvaeus) – 3:48
2. Medley: Pick a Bale of Cotton/On Top of Old Smokey/Midnight Special (Trad. Arr. Andersson, Ulvaeus) – 4:21

Album ABBA bylo remasterováno a vydáno v roce 2001 se dvěma bonusy, ale bez pěti písní z alb Waterloo a Ring Ring:
1. Crazy World (Andersson, Ulvaeus) – 3:48
2. Medley: Pick a Bale of Cotton/On Top of Old Smokey/Midnight Special (Trad. Arr. Andersson, Ulvaeus) – 4:21

Album ABBA bylo remasterováno a vydáno v roce 2005 jako součást box setu The Complete Studio Recordings s několika bonusy:
1. Crazy World (Andersson, Ulvaeus) – 3:46
2. Medley: Pick a Bale of Cotton/On Top of Old Smokey/Midnight Special, (1978 Mix) (Trad. Arr. Andersson, Ulvaeus) – 4:21
  - Strana B singlu Summer Night City z roku 1978. Nahrávání této skladby začalo 6. května 1975.
3. Mamma Mia (španělská verze), (Andersson, Anderson, Ulvaeus, Buddy McCluskey, Mary McCluskey) – 3:34
  - Vokály natočeny v roce 1980. Z alba Gracias Por La Música (Septima SRLM 1, 23. června 1980).

Album bylo opět vydáno v roce 2008 jako součást box setu The Albums bez dalších bonusových skladeb.

## Singly
1. So Long/I've Been Waiting For You (listopad 1974)
2. I've Been Waiting For You/King Kong Song (listopad 1974) (pouze v Austrálii)
3. I Do I Do I Do I Do I Do/Rock Me (duben 1975)
4. S.O.S/Man In The Middle (červen 1975)
5. Mamma Mia/Intermezzo No. 1 (srpen 1975)
6. Bang-a-boomerang/Intermezzo No. 1 (1975) (pouze ve Francii)
7. Rock Me (1976) (pouze v Austrálii, Novém Zélandu a Jugoslávii)

Skladba Tropical Loveland vyšla na B–straně singlu Mamma Mia ve Spojeném království a skladba Hey, Hey Helen vyšla na B–straně singlu Fernando ve více zemích. Ve Spojeném království pak bylo vydáno devět z jedenácti původních písní na singlech jako jejich A nebo B strana, což je nejvíce ze všech alb skupiny.

## Obsazení
ABBA
- Benny Andersson – syntetizátor, piáno, klávesové nástroje, zpěv
- Agnetha Fältskog – zpěv
- Anni-Frid Lyngstadová – zpěv
- Björn Ulvaeus – kytara, zpěv

Další obsazení
- Ulf Andersson – alt saxofon, tenor saxofon
- Ola Brunkert – bubny
- Bruno Glenmark – trubka
- Rutger Gunnarsson – baskytara
- Roger Palm – bubny
- Janne Schaffer – kytara
- Finn Sjoberg – kytara
- Bjorn Utvous – kytara
- Mike Watson – baskytara
- Lasse Wellander – kytara

## Produkce
- producenti: Benny Andersson & Björn Ulvaeus
- aranžmá: Benny Andersson & Björn Ulvaeus
- inženýr: Michael B. Tretow
- smyčcové aranžmá: Björn J:son Lindh, Sven-Olof Walldoff
- trubkové aranžmá: Björn J:son Lindh
- fotografka: Ola Lager
- obal alba: Sten-Åke Magnusson
- Remastering 1997 provedli Jon Astley a Tim Young spolu s Michaelem B. Tretowem
- Remastering 2001 provedli Jon Astley s Michaelem B. Tretowem
- Remastering 2005 provedl Henrik Jonsson

## Hitparády
Album
| Rok  | Hitparáda                     | Pořadí |
| ---- | ----------------------------- | ------ |
| 1975 | UK albums chart               | 13     |
| 1975 | Austrálie - ARIA Albums Chart | 1      |
| 1975 | The Billboard 200 - USA       | 174    |
| 1975 | Cashbox album chart - USA     | 165    |
| 1976 | RPM album chart - Kanada      | 55     |
| 1975 | Nový Zéland                   | 3      |
| 1975 | Itálie                        | 8      |
| 1975 | Švédsko                       | 1      |
| 1975 | Norsko                        | 1      |

Singly - Evropa
| Rok  | Singl                        | Hitparáda        | Pořadí        |
| ---- | ---------------------------- | ---------------- | ------------- |
| 1975 | So Long                      | UK singles chart | neumístilo se |
| 1975 | I Do, I Do, I Do, I Do, I Do | UK singles chart | 38            |
| 1975 | I Do, I Do, I Do, I Do, I Do | Norsko           | 2             |
| 1975 | S.O.S.                       | UK singles chart | 6             |
| 1975 | S.O.S.                       | Norsko           | 2             |
| 1975 | Mamma Mia                    | UK singles chart | 1             |
| 1975 | Mamma Mia                    | Norsko           | 2             |

Singly - Severní Amerika
| Rok  | Singl                        | Hitparáda                          | Pořadí |
| ---- | ---------------------------- | ---------------------------------- | ------ |
| 1975 | SOS                          | Billboard Hot 100 - USA            | 15     |
| 1975 | SOS                          | Cashbox singles chart - USA        | 12     |
| 1975 | SOS                          | Billboard adult contemporary - USA | 19     |
| 1976 | I Do, I Do, I Do, I Do, I Do | Billboard Hot 100                  | 15     |
| 1976 | I Do, I Do, I Do, I Do, I Do | Billboard adult contemporary       | 8      |
| 1976 | Mamma Mia                    | Billboard Hot 100                  | 32     |
| 1976 | Mamma Mia                    | Billboard adult contemporary       | 12     |
| 1976 | "SOS"                        | RPM singles - Kanada               | 36     |
| 1976 | "SOS"                        | RPM adult contemporary - Kanada    | 17     |
| 1976 | "SOS"                        | Steede report airplay - Kanada     | 9      |
| 1976 | I Do, I Do, I Do, I Do, I Do | RPM singles                        | 14     |
| 1976 | I Do, I Do, I Do, I Do, I Do | RPM adult contemporary             | 6      |
| 1976 | I Do, I Do, I Do, I Do, I Do | Steede report airplay              | 12     |
| 1976 | Mamma Mia                    | RPM singles                        | 18     |
| 1976 | Mamma Mia                    | RPM adult contemporary             | 11     |
| 1976 | Mamma Mia                    | Steede report airplay              | 20     |